# Дубова, Ольга Борисовна
О́льга Бори́совна Ду́бова (род. 4 сентября 1959, Москва) — российский искусствовед, специалист по истории искусства Возрождения.

## Биография
В 1976 году окончила московскую физико-математическую школу № 56 и поступила на отделение истории и теории искусства исторического факультета МГУ. В 1986 году после аспирантуры в отделе эстетики Государственного института искусствознания защитила кандидатскую диссертацию «Эстетическое отношение и коммерческий интерес». В том же 1986 году начала работать в НИИ теории и истории изобразительных искусств Российской академии художеств. В 2002 году в Государственном институте искусствознания защитила докторскую диссертацию «Тема „мимезиса“ в ренессансной теории художественного творчества». 
С 2003 по 2008 год заведовала редакцией изобразительного искусства и архитектуры научного издательства «Большая российская энциклопедия». В настоящее время является ведущим научным сотрудником отдела теории и проблем эстетики НИИ теории и истории изобразительных искусств РАХ.

## Список работ
Монографии:
- Карл Павлович Брюллов. Альбом. Вступительная статья и составление — М.: Арт-Родник, 2005. — ISBN 9785979402093
- Мимесис и пойэсис. Античная концепция «подражания» и зарождение европейской теории художественного творчества — М.: Памятники исторической мысли. 2001, 271 с. — ISBN 5884511086, ISBN 9785884511088
- Новая волна — М.: Издательство НИИ теории и истории изобразительного искусства, 1992. — 192 c.
- Становление академической школы в западно-европейской культуре. — М.: Памятники исторической мысли, 2009. — 276 с. — ISBN 5884512600, ISBN 9785884512603

Статьи:
- Авангардизм и эпигонство // Художник, 1989, № 12, с. 19—27
- Большая Российская Энциклопедия. ТТ. 1-12. Редакционные статьи и редактирование авторских текстов. 2004—2008
- Гуманитаризация и гуманизация. Выступление на заседании Клуба «Свободное слово» // Клуб «Свободное слово». 29 октября 1993 г. Политика России в сфере образования: цели и действия — М.: Издательство Конфедерации Союзов Кинематографистов, 1993, с. 40—42
- Императорская — Российская академия художеств. Круглый стол, посвященный открытию музея Академии//Художник, № 2, 2001
- «Хроника России. XX век». Энциклопедия — М.: Слово, 2003, (общий объём материалов о художественной культуре и по вопросам эстетики, опубликованных автором в этом издании 3, 2 а. л.)
- Линия Уистлера // Артистизм в современном искусстве — М.: Памятники исторической мысли, 2008
- Личный вкус // Художник России, № 21-22, 1 ноября — 31 декабря 1996, с. 3-6
- Творчество и подражание // Художник, 1990, № 9, с. 14-22
- Ученичество и эпигонство. Развитие представлений о творческой индивидуальности в европейской традиции // Европейская педагогика от античности до Нового времени: Исследования и материалы. М.: Российская академия образования. Институт теоретической педагогики и международных исследований в образовании, 1994, ч. 3, с. 192—210
- Художественная критика и молодёжное искусство // От реализма до соц-арта (молодые советские художники 70-80 годов) — М.: Издательство НИИ теории и истории изобразительного искусства РАХ. 1990, с. 237—253